# 未来路街道
未来路街道，舊作燕莊，是中华人民共和国河南省郑州市金水区下辖的一个乡镇级行政单位。街道於2006年由舊有的燕莊拆遷而成，而現在當地不少街和車站仍然保有“燕莊”的名稱。

## 行政区划
未来路街道下辖以下地区：
未来路康复社区、未来路新鑫花园社区、未来路名门世家社区、未来路民航路社区、未来路金色港湾社区、未来路燕庄花园社区、未来路升龙社区、金水锦江社区、银基花园社区、金林社区和协和城邦社区。